# 精進料理
精進料理（しょうじんりょうり）とは、仏教の戒に基づき殺生や煩悩への刺激を避けることを主眼として調理された料理。ここでは、中国において仏教から成立した精進料理（素菜、素食）と、朝鮮料理や日本料理の和食の一分野である精進料理について述べる。
精進料理では使用禁止されている食材が大きく分けて2つあり、1つは肉・魚・卵等の動物性の食材、もう1つは煩悩を刺激する五葷（ごくん）と呼ばれるニラ・ニンニク・ネギ等のネギ属などに分類される野菜である。ただし、五葷の扱いは時代や地域によって異なる。
精進料理は、僧侶には必須の食事であり、食事もまた修行のひとつとして重要視された。

## 概要
「精進」はサンスクリットの「毘離耶」あるいは「毘梨耶」に由来する語で、もとは精勤を意味していたが、これが仏教に取り入れられて菩薩修行の六種の一つとなり、さらに世俗との縁を絶って潔斉粗食しながら仏道に身を委ねることを意味するようになった。
精進料理の意義には三つの要素があるとされる。
1. 仏教の五戒の一つである殺生戒を行持し、慈悲の精神を養いつつ清浄心を培う[4]。
2. あらゆる物を活用すること（それぞれの料理法によって食膳にのせることができること）[4]。
3. 淡味のなかに真実の味があるとし、真実性を養うこと[4]。

精進料理では動物性食品を用いず、野菜、山菜、果実、海草類とこれらの乾燥品を材料とする。避けるべき食材として、第一に、動物性の食材は禁忌とされている。第二に、五葷（ネギ科ネギ属などに属するにんにく、ねぎ、にら、たまねぎ、らっきょう）は禁忌とされることがある。これは煩悩を刺激し、食材の匂いも強いことから避けられる。ただし、山椒、生姜（五辛の中で唯一五葷に入っていない）、パクチー（コリアンダー）を含むこともあるなど、時代や地域によって精進料理で禁忌とされる野菜類の範囲は異なっている。

## 中国の精進料理

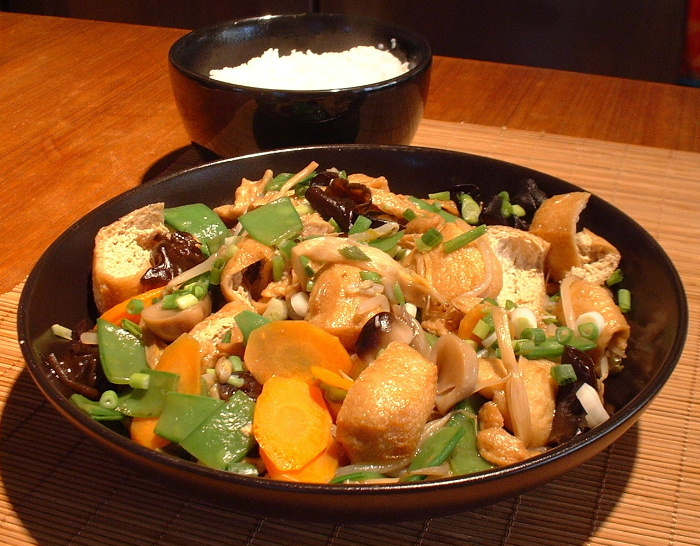
羅漢齋と呼ばれる野菜の煮物

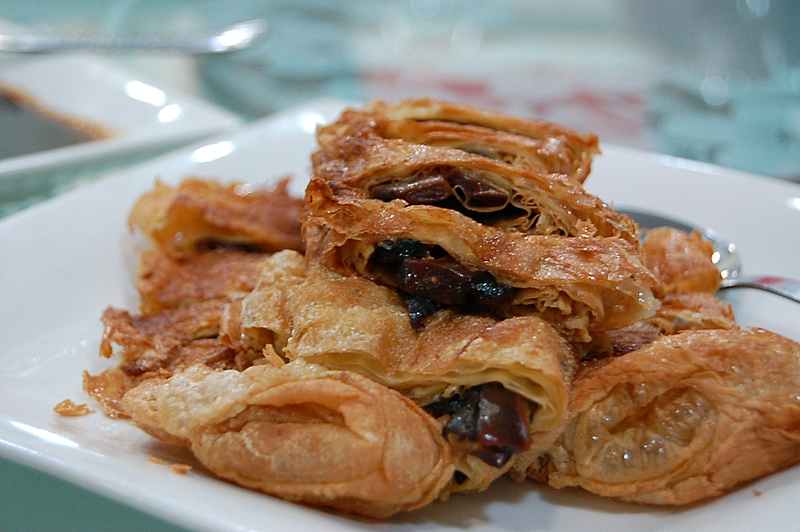
素鵝と呼ばれる大豆の加工品の揚げ物

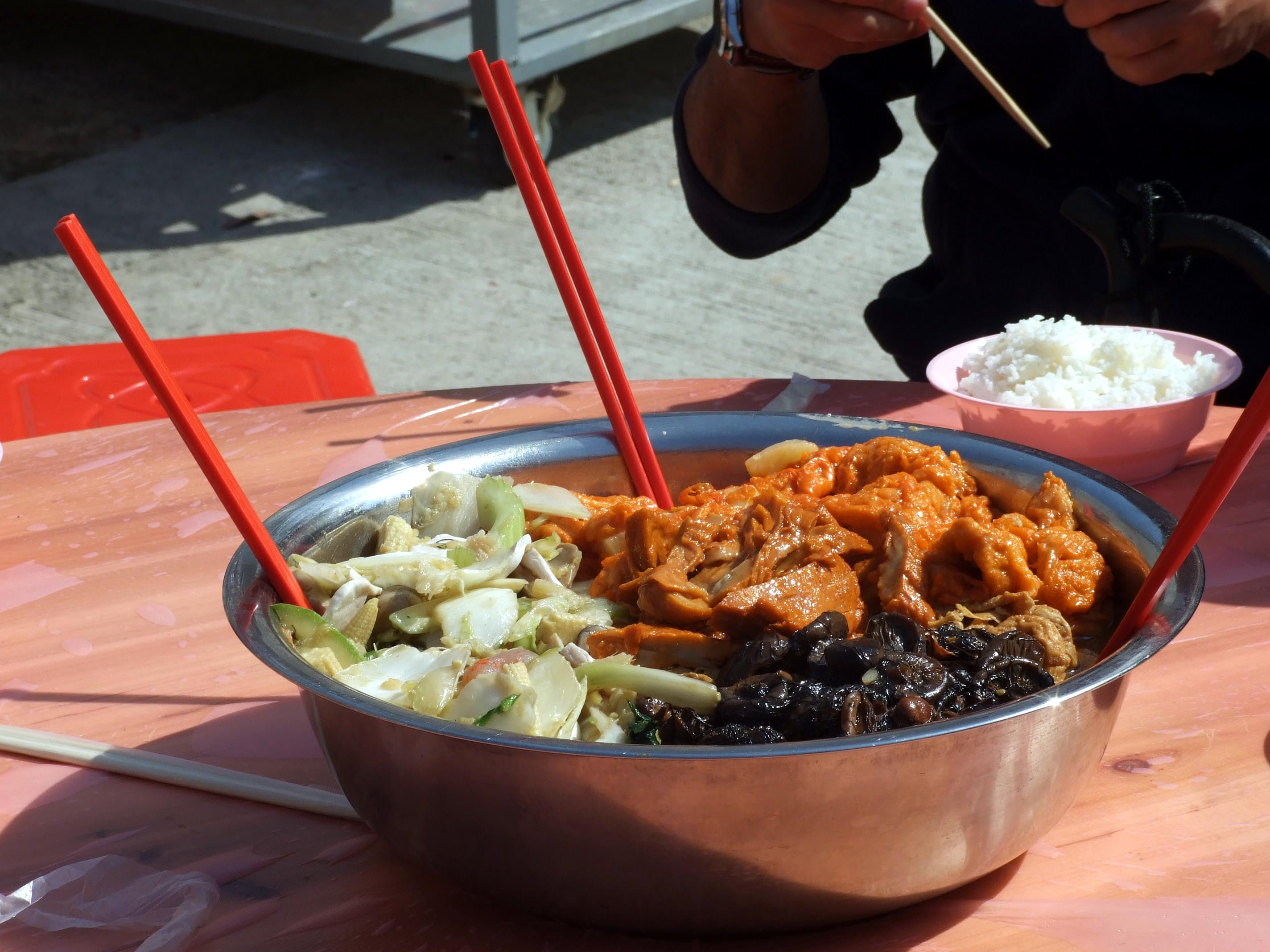
太平清醮と呼ばれる道教の祭事の精進料理（香港）

### 歴史
中国では精進料理を「素菜」、「素食」などと呼ぶ。中国の精進料理は後漢時代（1世紀）の仏教伝来と同時に生まれた訳ではなく、仏教伝来よりも1000年以上早い殷(商)代より、祭祀または重大な儀礼に際し、神への畏敬の念を払う意味で、沐浴をし、一定期間肉食を断つ習慣がもともとあったとされる。また、1日と15日には肉を食べないという風習もあった。記録に見られるものでは、周代の儀礼についてまとめた『礼記』「玉藻」には「子卯稷食菜羹」（子と卯の月にはウルチアワを食べ、野菜のあつものを飲む）とあり、『礼記』「大喪記」には「期終喪，不食肉，不飲酒」（期、喪を終えるに、肉を食べず、酒を飲まず）、『周礼』「天官冢宰」には「大喪則不舉，大荒則不舉」（葬礼時、凶作時は肉食など贅沢をしない。）という文章がある。これらは常時の食習慣ではないが、斎食、斎戒の風習や、意図的に肉類を使わない料理を作ることがあった事実が分かる。
後漢の明帝時代に伝えられた、インドの仏教では、托鉢によってのみ食べ物を得ることを求めていたため、当時は三種の浄肉であれば食べた。また、食事は午前中に限って行うことが求められ、最終的に植物を傷めることになる農耕は禁じられていた。漢に招かれた僧侶も、当初は国王など有力者の支援で、この様な戒律に従って食べることができたが、農耕社会である中国で、托鉢はなかなか受け入れられず、有力者の支援を得られなくなると、僧侶たち自らが山野で山菜などの採集をしたり、農耕を始めざるを得なくなった。同時に殺生を戒める立場から、肉を食べることは大乗慈悲に反すると考えた。殺生の戒めは中国にあった儒教の「仁」の考えとも通じるものがあり、広く受け入れられた。同時にこの時代は西域から新しい野菜やウリ類が導入され生産量が増えたとともに、石臼が普及し、小麦粉、大豆、植物油などが利用できるようになったため、醤油、豆豉などの加工品を含め、植物性のものだけを食べても必要な栄養や風味を確保できる条件が整った。
南北朝時代になると、仏教徒も増え、精進料理も普及してきた。梁では、熱心な仏教徒であった武帝蕭衍が、511年に僧侶を集めて作成した『断酒肉文』を出し、僧侶に肉食、酒を断つことを指示した結果、菜食が定着した。北魏の賈思勰が549年までに著した『斉民要術』にも「素食」という項目に精進料理31種が記載されている。
唐代には禅宗が信者を増やし、勢力を拡大したが、逆に戒律を守らない僧が出るなど、乱れも見られた。このため、百丈懐海が『百丈清規』を定め、インド仏教の戒律を基礎に、中国の地理、風土に合った、農耕、勤労を求める戒律を整備した。また、植物でも臭いが強いものは修行に影響を与えることを嫌い、禁葷食とした。こうした禁葷食は、中国独自の宗教である道教にも影響を与え、宗派にもよるが、同様の基準で制限が行われることが主となった。他方で、チベット仏教の寺院では禁葷食の考えはなく、偶蹄類の肉や乳製品を食べるが、馬や鶏や水中生物は食べないなど独自の禁忌がある。
隋代において、施主をもてなすために作られた精進料理は、キノコや野菜を煮た「羹」と呼ばれるとろみのあるスープが主で、これに茶請けの菓子（点心）を添える程度であったが、唐代には徐々に山菜や野菜に手間をかけて出すようになった。また、宮廷で皇帝のために豪華なものを作ることもあり、肉食に似せたもどき料理も考案された。宋代には調理方法や料理の種類もさらに豊富になり、市中に精進料理専門店も現れた。清代は精進料理の最盛期となり、さまざまなもどき料理の出来を競うようになった。当時の『随園食単』や『調鼎集』にも「素焼鵝」などの精進料理が載せられている他、薛宝辰の『素食説略』のような専門書も著された。一方で、味を競った結果、動物性の出汁を使う例も生まれた。
現在は、大規模な寺院や道観の多くで、信徒や観光客向けの精進料理が供されている。簡単なものでは、きのこそばの様な麺類と饅頭程度のすぐに食べられるものから、数日前に予約が必要な凝った宴会料理まである。宴会料理が食べられることで著名な寺院、道観の例をいくつか挙げると、五台山、上海の玉仏寺、武漢の帰元寺や長春観、アモイの南普陀寺、香港の寶蓮寺などがある。他に大都市には精進料理専門のレストランがある。

### 種類
中国における精進料理は、供される場所により次の4つに分けることができ、使う素材や調理方法などの内容に違いがある。
寺観素菜
仏教寺院や道教廟観で出されるもの。僧侶、道士が作り、自身が日常食べる質素なものと、専門の料理人が作る法事、接客用の特別なものがある。殺生をしないこと、禁葷食が基本であり、ショウガも用いないことが多い。道観では道教の養生論により食材や生薬が選ばれる点で違いがあり、仏教素菜と分けて考える場合もある。
宮廷素菜
唐から清の宮廷内で出されたもの。専門の料理人が作り、清代には皇帝、皇后などが敬虔な信者となり、特別に「素局」という部門を設置し、寺観素菜と同じ基準で作られた時期もある。また、皇帝によっては、単なる気分転換に食べた場合もある。また、健康維持の薬膳として食べる場合は、栄養、効用重視で作られ、庶民が手に入れられない生薬を使うこともあった。
市肆素菜
いわゆる「素菜館」、「素食処」、「素飯館」、「蔬菜館」など、市中の精進料理店で出されるもので、料理人が作る。宋代に宮廷料理人出身者などにより出現したが、味や見た目を重視するため、手間をかけたり、材料を吟味した料理が多く、素材は野菜やきのこであっても、肉、魚、エビなどの出汁や酒、ラードなどの動物性油脂を使うことがよくある。また、鶏卵や冬虫夏草の使用も行われる。
民間素菜
民間の家庭で出されるもの。野菜を煮たり炒めただけの簡単で質素なものが多い。仏教、道教の信者が常時食べるものと、季節的健康維持などの理由で短期間限定で食べるものがある。例えば、清の袁景潤の『呉郡歳華記麗』に記述があるように蘇州など華南では旧暦6月を斎月とする習慣があった。

### 材料、調理法
野菜、きのこ、豆腐、麩、蒟蒻など、日本と共通する素材の他、日本ではあまり使われていないものとして、緑豆、念珠藻（「髪菜」）、黒慈姑（「荸薺」）、ワスレグサの蕾（「金針菜」）、棗（つぶして餡にする）などがあり、香辛料では華北山椒（「花椒」）、小茴香、トウシキミ（大茴香、「八角」）などがある。また、出汁は大豆もやし、ニンジン、広東セロリ、大根、シイタケの石突き（軸）を使うもの、シイタケの石突きに少量ソラマメを加えるもの、大豆もやし、サトウキビに少量ナツメとシイタケを加えるもの、白菜の葉、大豆もやし、ニンジンの皮、大根の皮、広東セロリを使うものなどがある。日本の精進料理でよく使う昆布などの海草、特に出汁用のものは、中国では使用は限られ、風味が異なる。
調理法では煮物、蒸し物のほかに、揚げ物、炒め物が多用され、さらに揚げてから煮たり、揚げてから蒸すなどの複合した調理法を用いる場合が多いなどの違いがあるが、普茶料理ではこれらの調理法も取り入れている。

## 朝鮮半島の精進料理

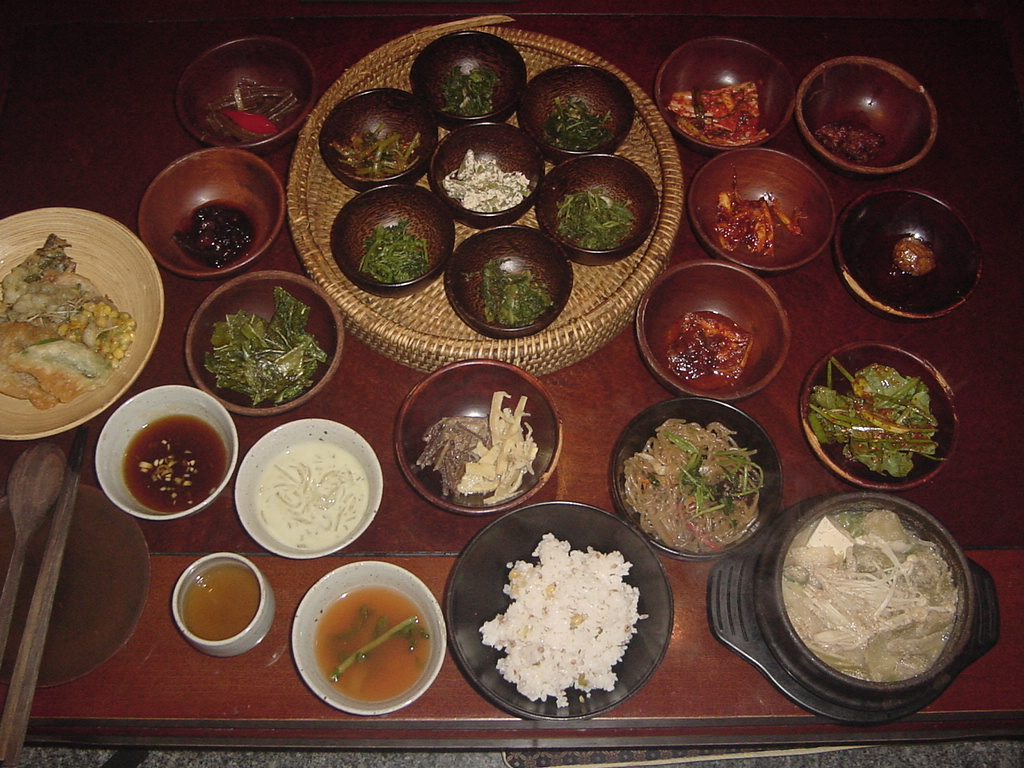
ソウルの精進料理店の料理例

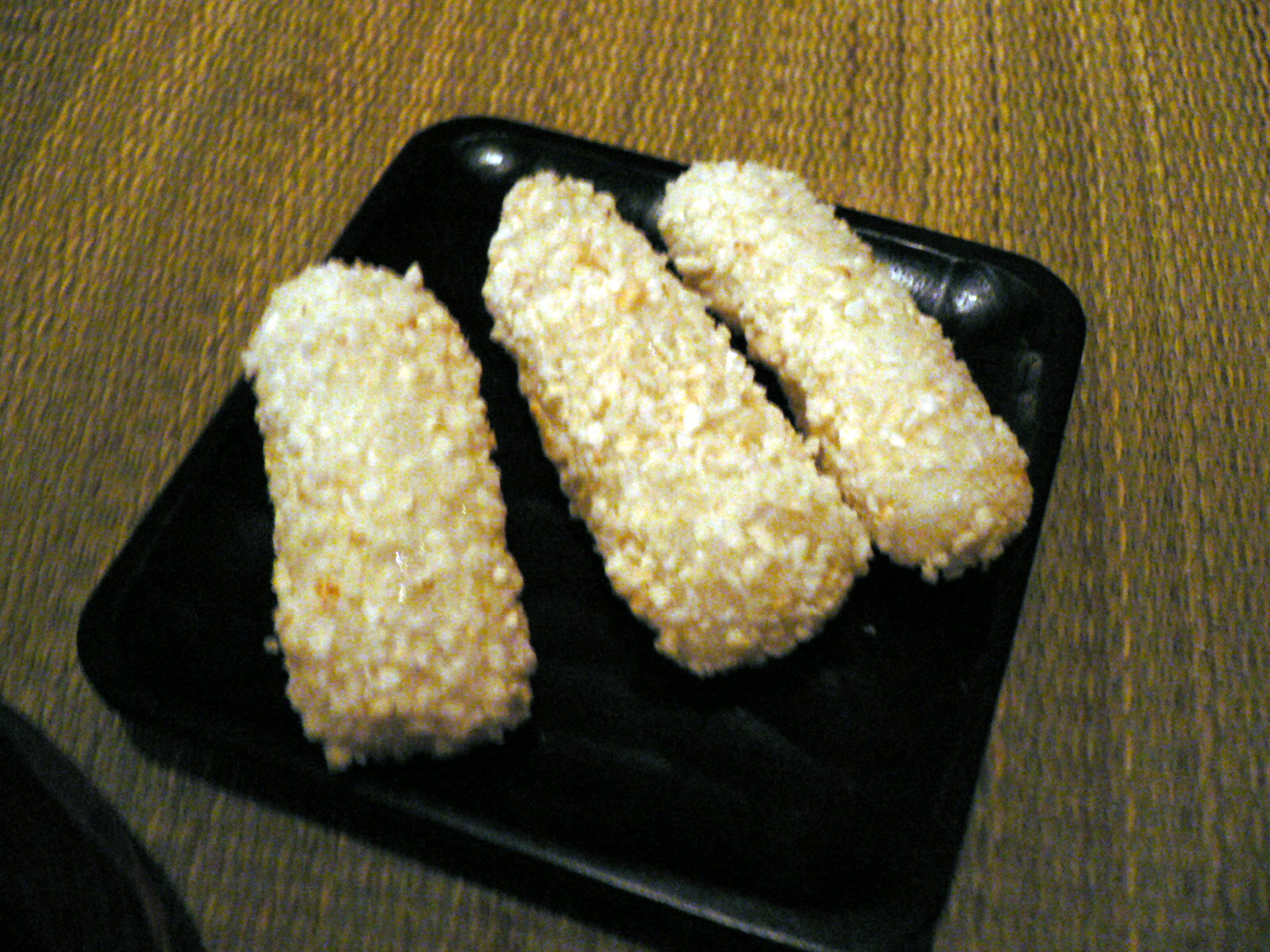
寺院の喫茶で提供された韓菓(朝鮮半島の伝統菓子)の一種、油蜜菓

### 歴史
朝鮮半島への仏教伝来は4世紀であり、中国では五胡十六国時代、南北朝時代に当たるが、すでに僧侶による農耕や菜食に移行する段階であったため、菜食（朝鮮語 チェーシク 채식）、素食（ソシク 소식）も仏教とほぼ同時に伝えられたと考えられる。統一新羅時代に唐から伝えられた禅宗は、禁葷食であり、仏教と切り離せない修行の方法の一つとして料理も伝えられた。新羅は528年に仏教を国教とし、翌529年に殺生禁止令を出して、菜食を食べることを求めた。10世紀の高麗時代には仏教寺院を中心に喫茶の習慣が広がり、供物としての油蜜菓（ユミルグワ 유밀과）と呼ばれるごま油を使った菓子が考案され、製麺や味噌の醸造も行われるようになったその後、仏教徒に限って食べられてきたが、1980年代に精進料理専門店がソウル市内にできて以来注目されるようになり、伝統文化の見直しと健康志向から近年は自宅でも精進料理を好んで食べる人がでてきている。

### 特徴

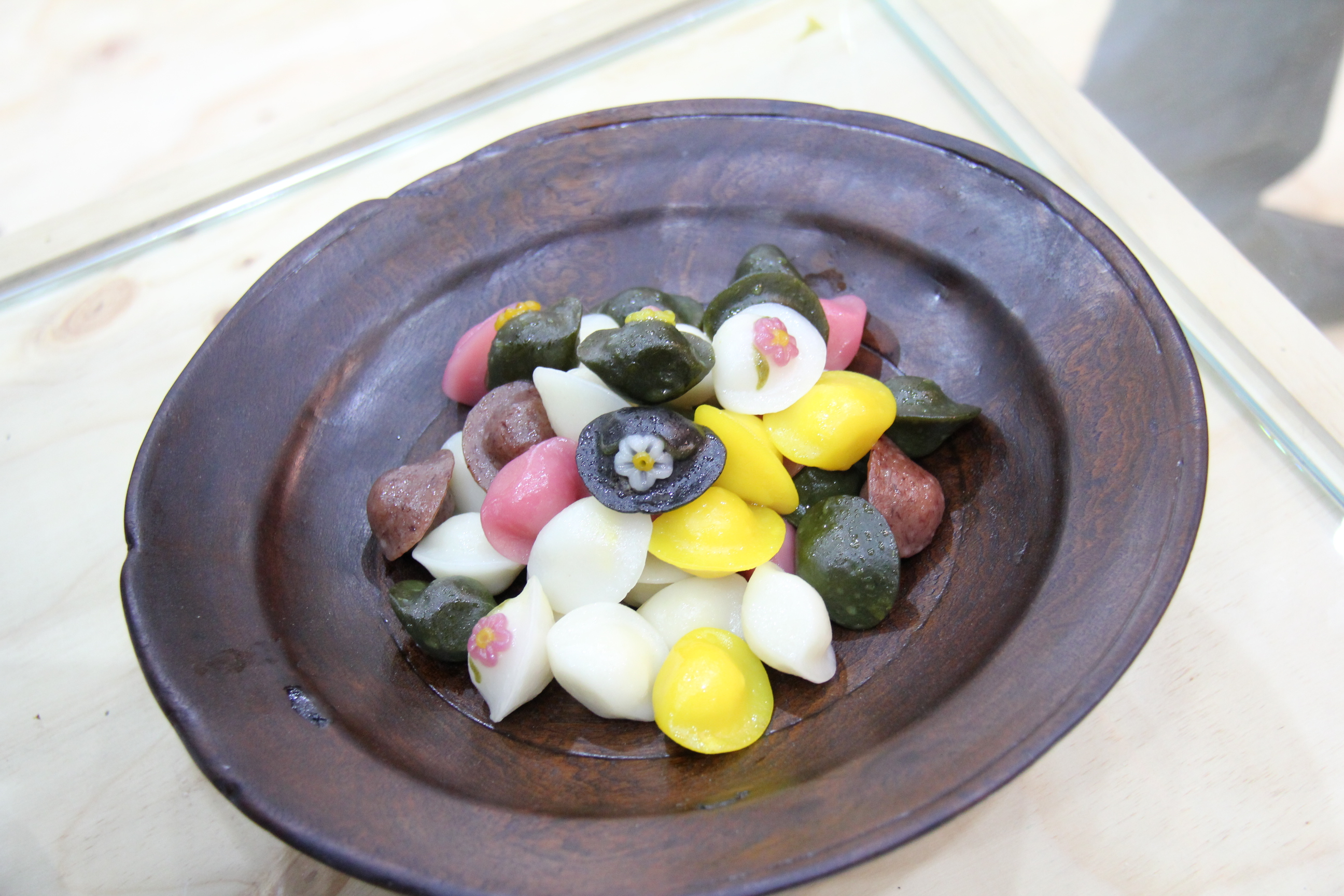
墓参を行う秋夕の供物、ソンピョン

朝鮮半島においても、精進料理は供される場所により、寺院、宮廷、市中の料理店、家庭の4つに分けることができる。特に、高麗時代の宮廷においては道教の養生論や朝鮮人参などの韓薬も取り入れて、独特の精進料理が考案されたため、中国と異なる風味、手法のものも多く存在する。一方で、中国同様のもどき料理を作る手法は取り入れられ、改良されて、フェ（刺身）に似せたものなどの独特のものも作られている。
現在の韓国の精進料理は、朝鮮料理で多用されるトウガラシ、チシャ、エゴマなどの食材を取り入れており、チャンアチ（장아찌）と呼ばれる醤油漬けなどは中国や日本の精進料理とは異なる風味を持つ。調理法ではナムル、コチュジャン和えなどの和え物とおひたしが目立ち、近年は葉野菜を生で食べる事がある点は中国や日本と異なる。中国では用いられる頻度の少ない昆布や海苔などの海藻や大豆味噌も日本同様に取り入れている。炒め物もある点は中国と共通する。

## 日本の精進料理

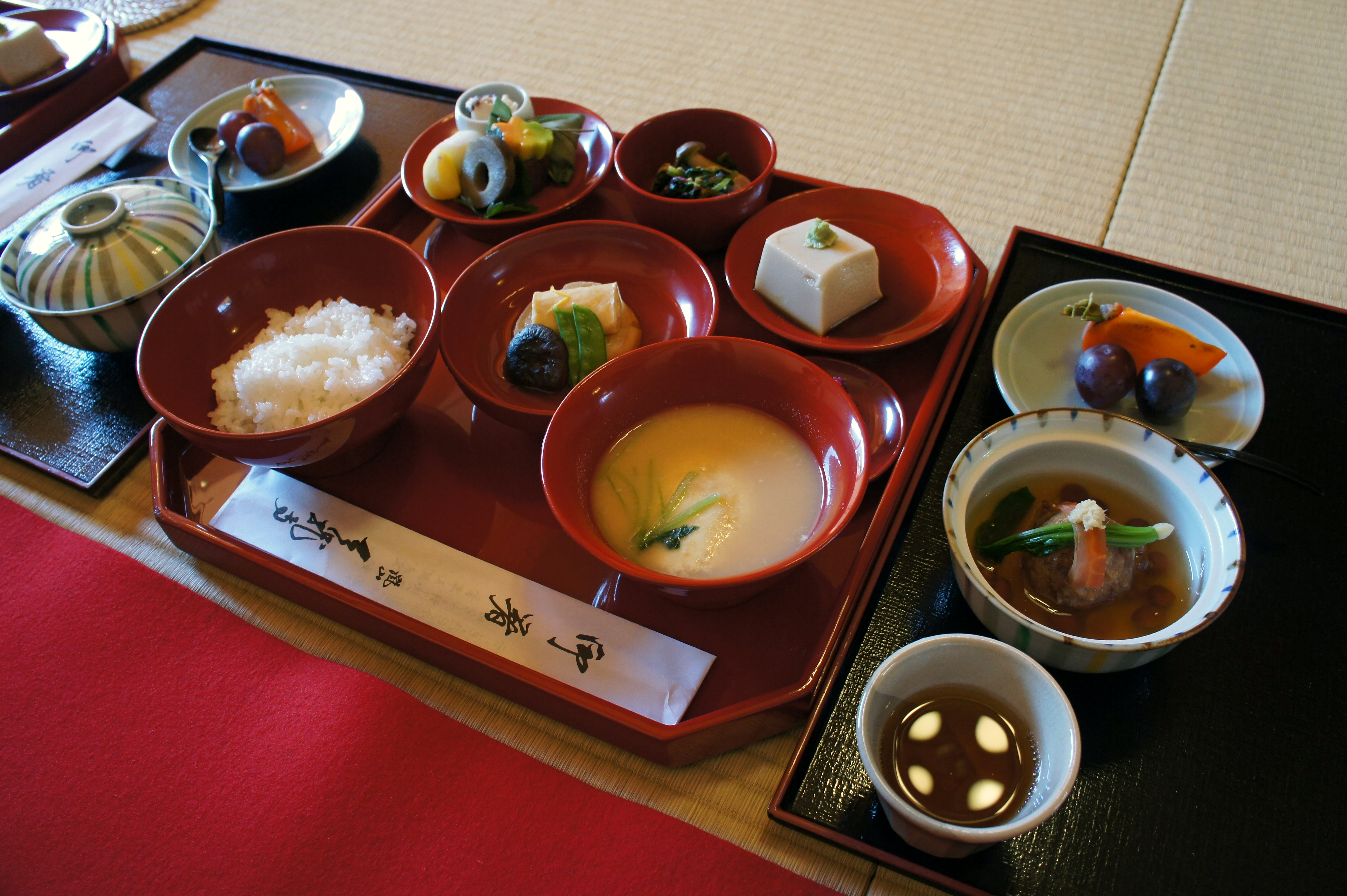
天龍寺の客膳の精進料理の例

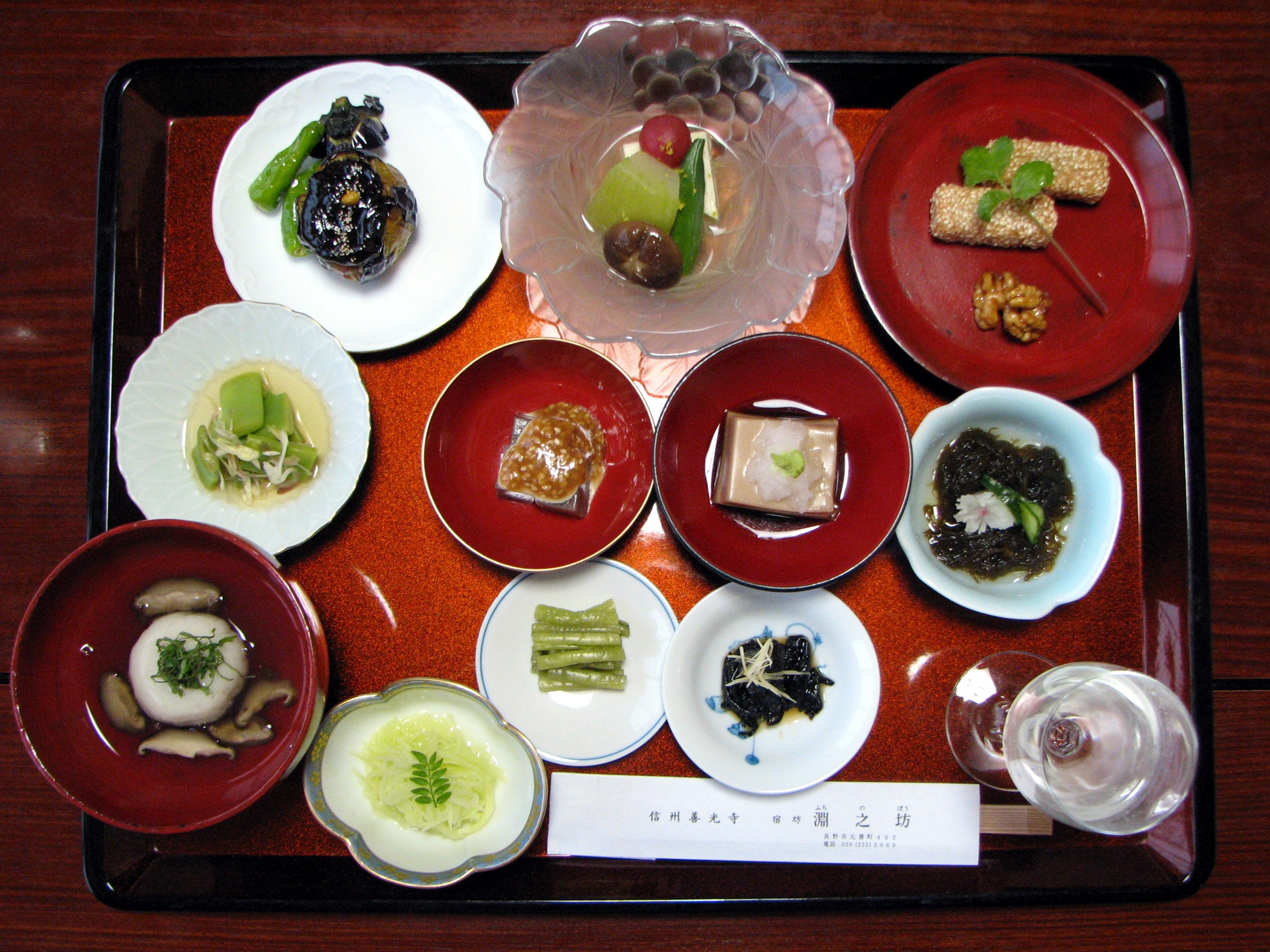
精進料理の例

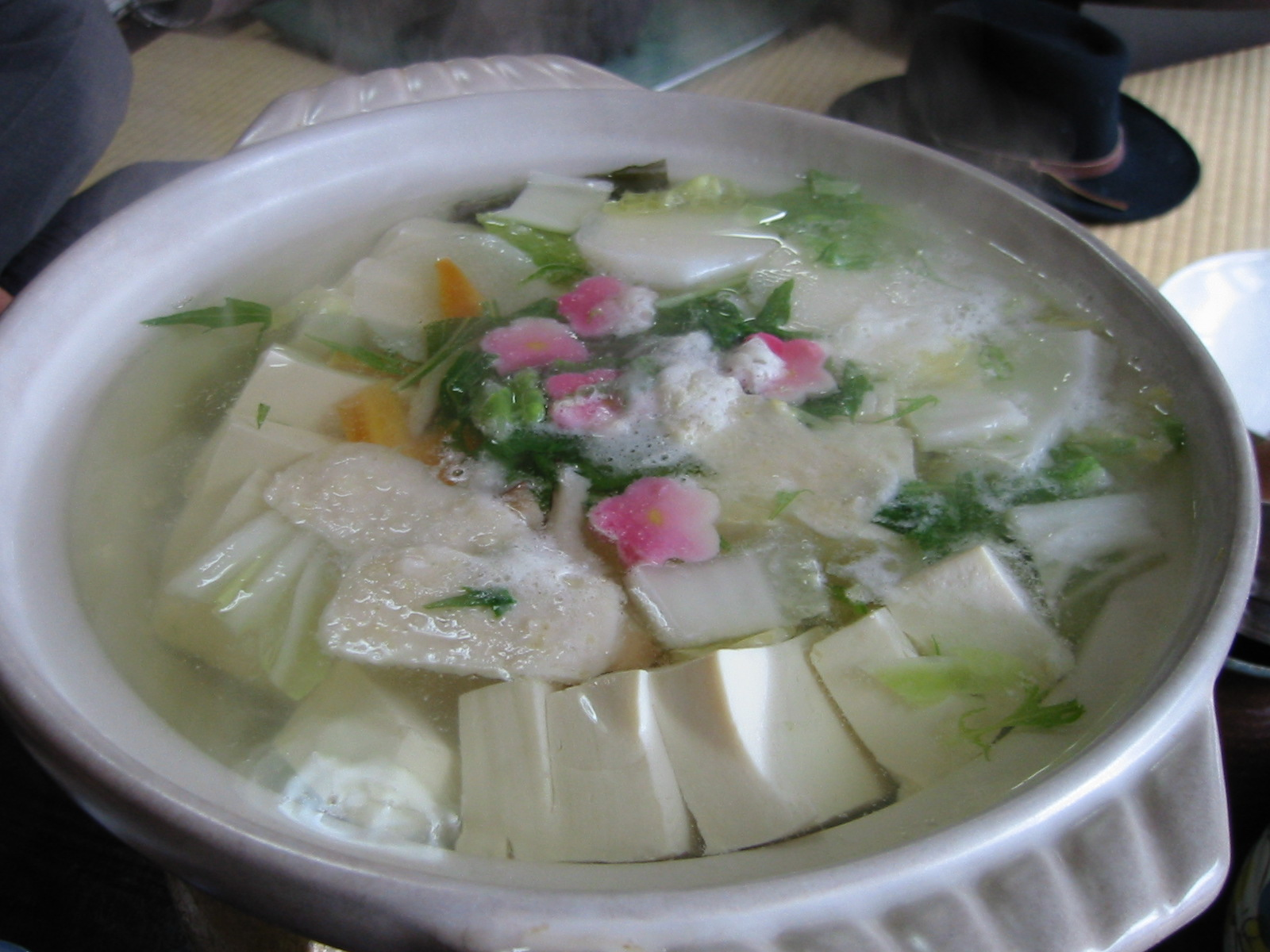
龍安寺の湯豆腐の精進料理の例

### 歴史
日本の精進料理は中世に禅宗の僧侶の間から広まった。平安時代末期以降、南宋などに渡る僧が多くなったが、当時の中国仏教界では禅宗が最も重要視され、そこでは肉食忌避の思想が主流であった。また、調理技術では唐代に西方から導入されていた水車動力の技術により製粉技術が高まっていたこともあり、小麦粉や大豆粉などに植物油や味噌などインパクトの強い調味料を組み合わせることができるようになるとともに、整形の容易な粉食をとることも可能となっていた。
精進料理は僧侶が自ら調理に当たるため調理技術も習得し、学問や生活文化とともに日本に持ち帰った。食品としては、豆腐、納豆、饅頭、茶などの製法がもたらされ、日本人の生活様式や嗜好に合わせて改良や工夫が加えられていった。
この時期に中国に渡った代表的な僧に栄西や道元がいる。特に道元は『典座教訓』（てんぞきょうくん）や『赴粥飯法』（ふしゅくはんぽう）を著し、食事の意味や禅院における料理当番の役割などについて述べている。『典座教訓』（「禅料理人への指示」、1237年）は中国の僧院における食事の調理方法について、『赴粥飯法』（「食事の心得」、1246年）は、食事の出し方、受け方、食べ方の作法について書かれている。
調理の心得として心から喜んで調理する喜心や自己より他人のための老心や冷静に調理の大心を重視している。甘い辛い酸っぱい苦い塩辛いの五味や生調理煮る焼く揚げる蒸すの五法を重視して、赤色の豆・米麦白色・黄色根菜類・緑野菜果物・きのこ海藻の黒色など五色を調理の基本としている。
精進料理は鎌倉時代から南北朝時代にかけて目覚ましく発達した。『庭訓往来』十月状返では、点心類として「鼈羮・猪羮・砂糖羊羹・饂飩・饅頭・索麺・碁子麺」など、菓子として「柑子・橘・熟瓜・煎餅・粢・興米・索餅」など、汁として「豆腐羮・雪林菜、並薯蕷・豆腐・笋蘿蔔・山葵寒汁」など、菜として「煮染牛房・昆布・烏頭布・荒布煮・黒煮蕗・蕪・酢漬茗荷・茄子酢菜・胡瓜・甘漬・納豆・煎豆・差酢若布・酒煎松茸・平茸雁煎・鴨煎」などを挙げる。
なお、出羽三山では修験者が採集した食料を塩漬けにしたり、漬物にしたり、日干しにしていたとされ、精進料理との関連性も指摘されている。
室町時代には大饗料理の儀式的要素と精進料理の技術的要素を組み合わせた本膳料理が成立した。

### 種類
精進料理には、修道僧のために毎日の食事として出されるものと、寺の訪問客のために出される食事の双方があるが、どちらも菜食料理で新鮮で自然な風味を出すことに重点を置いている。禅僧生活の宋風精進料理は、禅僧と武家との交流などを通して公武の食生活に大きな影響を与えた。
歴史的には、以下のように分けられる。
臨済料理
代表的なものは大徳寺を中心に発達したもので、現代にもある程度その形を残すが、茶料理に特長を見出しうるとされる。
曹洞料理
代表的には永平寺において行われたもの。
高野料理
交通が不便だった名残から乾物を多く使うなどの特色を有する。
黄檗料理（普茶料理）
前三者とは別の一派を形成し、かつ時代もはるかに下って近世初期に隠元が黄檗山萬福寺を京都に創建したことを契機とする。唐時代の卓袱風の精進料理に由来するとされる。

### 内容
動物性たんぱく質をとらないため、植物性のたんぱく源として大豆製品が多く用いられる。料理に食感と栄養分を与えるために、油揚げ、麩、餅、蒟蒻などが使用される。野菜の天ぷらなども衣を付ける前に味噌に漬けるなど、ひと手間加えられることがある。なお、野菜を使用する天ぷらは「精進揚げ」などとも呼ぶ（精進上げとは異なる）。
季節の食材も重視され、春にはゼンマイや菜の花、秋にはサツマイモや栗がよくみられる。
精進料理のだし汁には、昆布、干椎茸、切干大根、干瓢、大豆などが用いられる。昆布や干椎茸を用いた出汁は「精進だし」と呼ばれ、けんちん汁などにも使用される。
寺院において精進料理は僧侶自らが調理にあたり、広い意味では料理人であるが、伝統的な包丁人とは区別して調菜人と呼ばれ、魚や鳥を扱うのが包丁人（庖丁人）、精進物を料理するのが調菜人と区別された。禅院の庫裡を司る役職を典座（てんぞ）といい、道元は『典座教訓』において「衆僧の弁食を掌る」とした上で、典座は一般の料理人や国王に仕える給仕役とは明確に異なるとした。
永平寺では台所にあたる施設が大庫院と小庫院に分かれている。大庫院は御上壇仏菜、貴賓膳、修行僧や従業員の毎食の食事を担当しており、小庫院は一泊参籠者や中食だけの拝観者、教育機関や会社などの研修団体向けの食事を担当している。
修行僧に提供される食事と参籠者などに提供される食事は全く別のものである。

#### 修行僧の食事
修道僧のために毎日の食事として出される通常の食事は、寄付（托鉢）により受け取った品か、僧侶たちが栽培し収穫した野菜や果物などから作られている。
食事は儀礼性を帯びており、永平寺では朝食を「小食（しょうじき）」「朝粥行鉢」、昼食を「中食（ちゅうじき）」「午斎行鉢」、夕食を「薬石」と呼ぶ。
以下は永平寺の例である。
- 朝食にあたる小食は粥、胡麻塩、沢庵など質素なものを基本とするが、佃煮や漬物などの小皿が添えられたり、白粥が茶粥やサツマイモ等が入った粥となる日もある[17]。なお、永平寺では小食の際に炊かれる粥はその日の修行僧の人数に関わりなく1回に玄米6升と定められている[17]。

- 昼食にあたる中食は主食、汁物、平（主菜）、小皿（副菜）を基本とするが、平を欠くこともある[17]。主食はほとんどの場合、白飯か麦飯である[17]。汁物の具は野菜類、大豆製品、芋類、海草類、きのこ類が毎日違った組み合わせで供され多彩なものとなっている[17]。

- 夕食にあたる薬石は原義では何も食べないという意味であるが、昼食にあたる中食とほぼ同様のものが食されている[17]。炊き込みご飯、天ぷら、カレー、コロッケ、春巻などが供されることもある[17]。

飯台で摂る粥と飯以外は肉や魚を使わない野菜料理であるため「菜」は食事や料理を表す語となっている。例えば中食（昼食）や薬石（夕食）の際のおかずを「別菜（べっさい）」という。また、永平寺では典座の指示に基づいて食事一切を管轄する役職を「菜頭」という。「菜」のほかに禅宗における独特の食に関わる表現として「浄」や「香」があり、小食（朝食）の際の粥を意味する「浄粥」、中食（昼食）や薬石（夕食）の際の飯を意味する「香飯（きょうはん）」、これらの際の汁物を意味する「香汁（きょうじゅう）」、漬物を意味する「香菜（きょうさい）」などがある。

#### 訪問客への提供

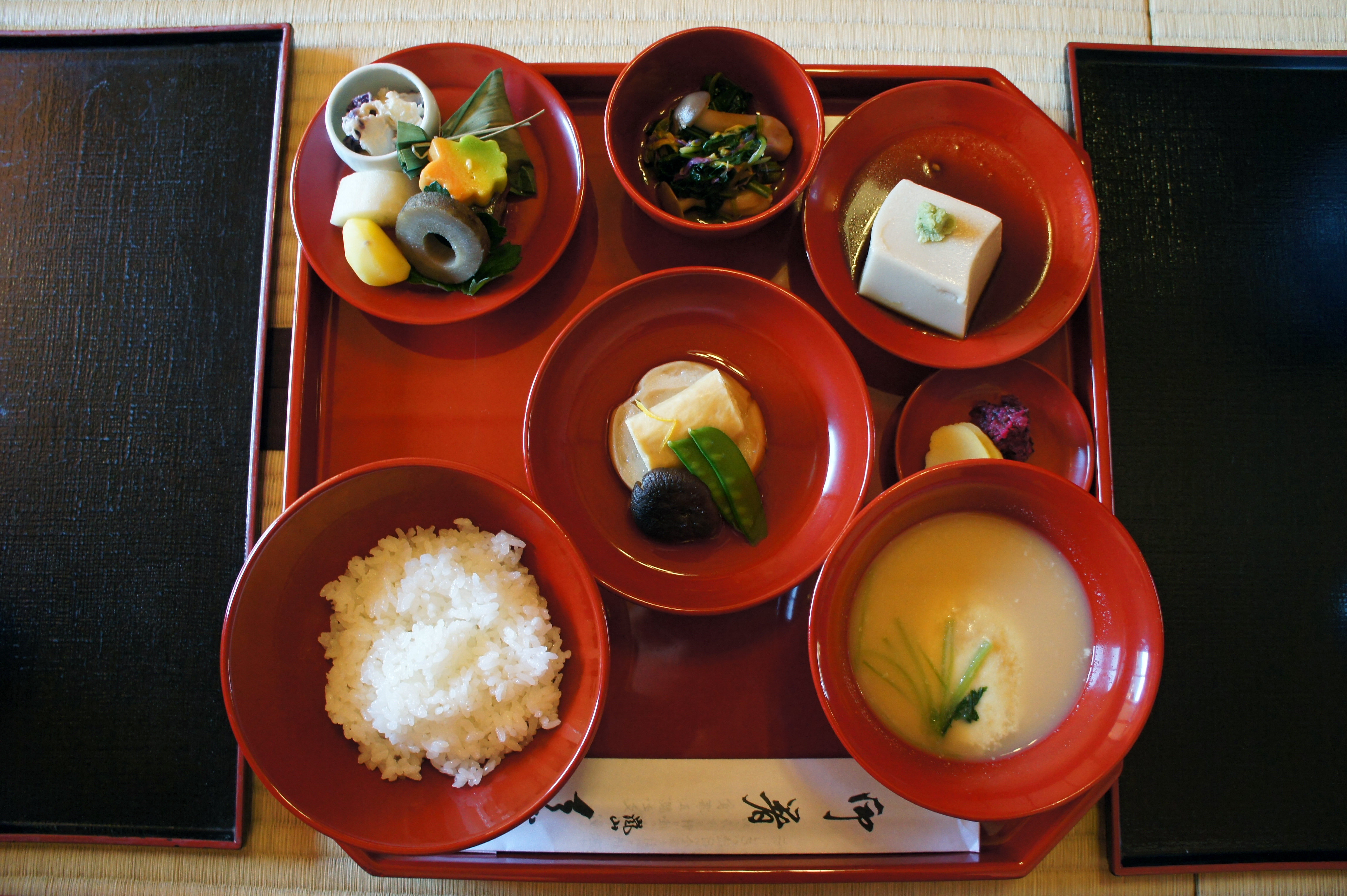
天龍寺の精進料理

寺やその宿坊などには精進料理を提供するところがある。寺の訪問客に出される食事も菜食料理ではあるが、僧侶のとる質素な食事とは対照的に料理の芸術性が表れたものとなっている。
永平寺では客膳には朱椀や朱膳が用いられ、朱は弔事用であることを表しているが、これは本来は先祖供養のために参拝した人に対して出されるものであることに由来する。
右図は京都にある臨済宗の禅寺・天龍寺の精進料理である。朱塗りの折敷は、臨済宗天龍寺派において、来客をもてなす際の正式のものである。
- 御飯
- 汁（白味噌）
- 平（湯葉、麩、椎茸の炊き合わせ）
- 木皿（胡麻豆腐）
- 木皿（紅葉麩、こんにゃく、栗、ごぼうなどの盛り合わせ）
- 壺（しめじと青菜のおひたし）
- 香の物

#### 尼門跡寺院
京都の曇華院（どんげいん）は皇族や公家などの女性が入寺して住職を務めた尼門跡（あまもんぜき）寺院として知られ、別名「竹之御所」と呼ばれた。ここでは御所文化の影響を受けた「竹之御所流精進料理」が発展し、小金井市の三光院の初代住職が曇華院から料理法をもたらし、三光院は「竹之御所流精進料理」を味わうことができる施設となっている。

### 行事食及び儀礼食
精進料理は行事食（盂蘭盆や彼岸など）や儀礼食（葬儀や法事など）としても供される。

### 専門店
日本食レストランなどの料理店には精進料理を提供する店舗がある。

## 東南アジアの精進料理
華僑、華人と呼ばれる中国系の住民が多い、シンガポール、マレーシア、インドネシアなどにも中国の様式をもつ仏教寺院や道観が少なからずあり、僧侶、道士や信徒は中国の精進料理に準じた料理を日常的に、あるいは機会毎に食べ、精進料理専門の料理店も少数存在している。ココナッツミルクなど、東アジアの精進料理では余り用いない調味料も加えられる場合がある。
大乗仏教圏であるベトナムでは、毎月旧暦の1日と15日に「チャイ（ベトナム語：chay / 斎）」と呼ばれる精進料理を食べる風習が広く行われている。

## 代表的な食材
- 豆腐
- 胡麻豆腐
- 高野豆腐
- がんもどき
- 湯葉